# Hermann von Mallinckrodt

Hermann von Mallinckrodt

Hermann Joseph Christian von Mallinckrodt (* 5. Februar 1821 in Minden; † 26. Mai 1874 in Berlin) war ein deutscher Politiker. Als Katholik war er ein Vorkämpfer der Deutschen Zentrumspartei.

## Leben
Mallinckrodt war der Sohn des preußischen Oberregierungsrates Detmar von Mallinckrodt, der Regierungsvizepräsident in Minden und Aachen war. Dieser gehörte dem Dortmunder Zweig der Familie Mallinckrodt an, dessen Abstammung aus dem altem westfälischen Adel erst 1902 bzw. 1903 von Preußen anerkannt wurde. Er studierte Rechtswissenschaft an der Friedrich-Wilhelms-Universität zu Berlin und der Rheinischen Friedrich-Wilhelms-Universität Bonn. 1841 wurde er im Corps Palatia Bonn aktiv. 1842/43 war er Auskultator am Land- und Stadtgericht von Paderborn. Anschließend diente er als Einjährig-Freiwilliger beim Thüringischen Ulanen-Regiment Nr. 6 als Sekondeleutnant.
Von 1844 bis 1848 war Mallinckrodt Referendar, zuerst bei der Regierung in Münster, ab 1846 in Erfurt. Nach dem Assessorexamen im Juli 1849 war er von Oktober 1849 bis März 1850 Regierungsassessor bei der Regierung in Minden tätig. Von April 1850 bis Juni 1851 bekleidete er kommissarisch das Amt des ersten Bürgermeisters der Stadt Erfurt. Nach weiteren Stationen in Stralsund, Frankfurt (Oder) und Berlin wurde er 1860 Regierungsrat in Düsseldorf und 1872 in Merseburg.

## Parlamentarier
Politisch betätigte sich Hermann von Mallinckrodt seit 1852, als er zum ersten Mal in das Preußische Abgeordnetenhaus gewählt wurde. Dort war er maßgeblich an der Gründung der Katholischen Fraktion beteiligt. Dem Abgeordnetenhaus gehörte er von der 3. bis zur 7. Legislaturperiode an, anschließend wieder ab der 10. Legislaturperiode bis zu seinem Tod.
Auch im Vorfeld der Gründung der Zentrumspartei spielte die lose Diskussionsrunde, die sich um die Brüder Hermann und Georg von Mallinckrodt, Alfred Hüffer, Wilderich von Ketteler, Heinrich von Droste zu Hülshoff und Eduard Klein sammelte und zu den Soester Konferenzen sowie zum Soester Programm führte, eine entscheidende Rolle.
Ab 1867 war Mallinckrodt Abgeordneter im Norddeutschen Reichstag und beteiligte sich 1870 entscheidend an der Gründung der Fraktion des Zentrums im preußischen Abgeordnetenhaus und im Deutschen Reichstag. Bei den Reichstagswahlen 1871 und 1874 wurde er als Abgeordneter des Wahlkreises Regierungsbezirk Münster 1 (Tecklenburg – Steinfurt – Ahaus) gewählt. Bis zu seinem Tod 1874 war er im Reichstag Mitglied im Fraktionsvorstand und zählt neben Ludwig Windthorst und Peter Reichensperger zu den profiliertesten Köpfen in der Anfangszeit der Zentrumspartei und im Kulturkampf.
Im Kulturkampf wurde er Ehrenmitglied der KDStV Markomannia Würzburg im Cartellverband der katholischen deutschen Studentenverbindungen. Das war ein politisches und konfessionelles Signal. Er übernahm 1871 von seiner Tante Bernhardine von Hartmann den Hartmannschen Besitz in Borchen, zu dem auch das Schloss Hamborn gehörte. In Borchen lebte er bis zu seinem Tod. Bis heute heißt der Gutshof in Borchen Mallinckrodthof.

## Familie

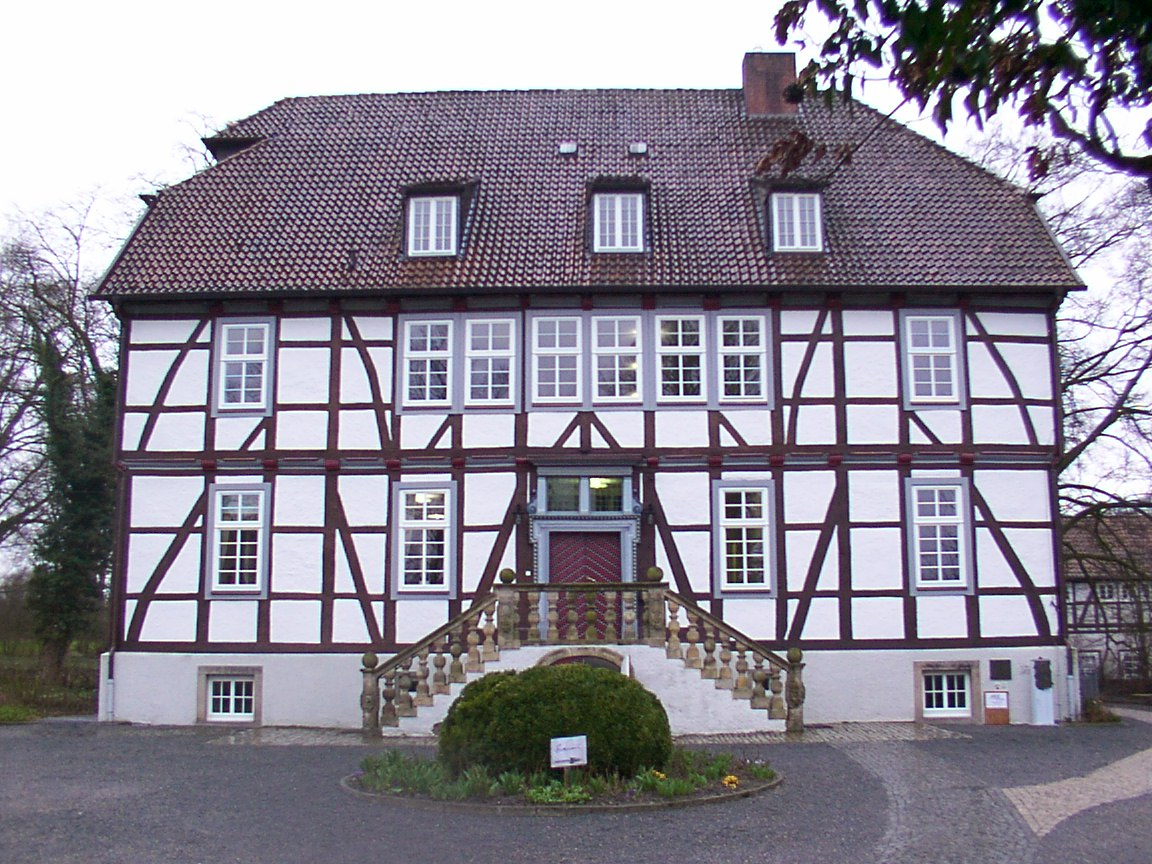
Mallinckrodthof in Nordborchen

Er war seit dem 23. August 1860 mit Elisabeth Freiin von Bernhard (* München 21. September 1834), Erbin des Gutes Mittenheim bei Oberschleißheim, einer Tochter des königlich bayerischen Geheimen Hofrats Friedrich Freiherr von Bernhard und der Amalia Gräfin von Froberg-Montjoye, verheiratet, die in Nordborchen am 9. September 1872 verstarb. Der aus der Ehe stammende Sohn Joseph von Mallinckrodt (* Mittenheim 12. Juni 1867; † Tunzenberg 20. Februar 1946), der später mit einer Gräfin von Platen-Hallermund verheiratet war, verlor somit die Mutter bereits im Alter von fünf, den Vater im Alter von sieben Jahren. Ein weiterer Sohn war der Landrat Meinulf von Mallinckrodt.
Nachdem Hermann von Mallinckrodt an einer akuten Rippenfell- und Lungenentzündung verstorben war, wurde 1876 der Pfarrer Johann Heinrich Buck, der spätere Landdechant von Gladbeck, angestellt, sodass dieser sich mit der zweiten Frau Mallinckrodts, Thekla Freiin von Bernhard (1845–1931), einer Halbschwester seiner ersten Gemahlin, die er erst drei Monate vor seinem Tod geheiratet hatte, um die Erziehung der fünf Kinder kümmern konnte.
Hermann von Mallinckrodt ist Bruder des ebenfalls im Zentrum engagierten Georg von Mallinckrodt und der Seligen Pauline von Mallinckrodt.